# Kurt Fuller
Kurt Fuller, właśc. Curtis Fuller (ur. 16 września 1953 w San Francisco w Kalifornii, USA) – amerykański aktor telewizyjny i filmowy.
W Stanach Zjednoczonych znany jest głównie jako reżyser show stacji NBC Wayne’s World. Wystąpił także jako Hardemeyer w komediowych Pogromcach duchów II (Ghostbusters II, 1989), jako Robert Lindsey w trzecim sezonie serialu telewizyjnego Agentka o stu twarzach (Alias) oraz w roli szeryfa w Strasznym filmie (Scary Movie, 2000).

## Życie prywatne
Jest żonaty z aktorką Jessicą Hendrą, z którą ma dwójkę dzieci.

## Filmografia

### Filmy
- Warm Hearts, Cold Feet (1987) jako Roger
- Uciekinier (The Running Man, 1987) jako Tony
- Elvira, władczyni ciemności (Elvira, Mistress of the Dark, 1988) jako pan Glotter
- Czerwona gorączka (Red Heat, 1988) jako detektyw
- Cudowna mila (Miracle Mile, 1988) jako Gerstead
- Wszystkie chwyty dozwolone (No Holds Barred, 1989) jako Brell
- Pogromcy duchów II (Ghostbusters II, 1989) jako Jack Hardemeyer
- Fajerwerki próżności (The Bonfire of the Vanities, 1990) jako Pollard Browning
- Marilyn i ja (Marilyn and Me, 1991) jako Harry Lipton
- Bingo (1991) jako Lennie Smith
- W przededniu zagłady (Eve of Destruction, 1991) jako Bill Schneider
- Original Intent (1992) jako Alex
- Świat Wayne’a (Wayne’s World, 1992) jako Russell Finley
- Szkodliwe intencje (Harmful Intent, 1993) jako Bringham
- Dziewczyna z kalendarza (Calendar Girl, 1993) jako Arturo Gallo
- Cela śmierci (Reflections on a Crime, 1994) jako Howard
- Epidemia (Virus, 1995) jako dr Williams
- See Jane Run (1995) jako dr Melloff
- French Exit (1995) jako Stubin
- Just Looking (1995) jako Chuck
- Stuart Saves His Family (1995) jako Von Arks
- Zegar Pandory (Pandora's Clock, 1996) jako Chet walters
- W szponach szaleństwa (Seduced by Madness: The Diane Borchardt Story, 1996)
- Fan (The Fan, 1996) jako Bernie
- Zakładniczki (Home Invasion, 1997)
- Baza księżycowa (Moonbase, 1998) jako Deckert
- W pogoni za Lolą (Looking for Lola, 1998) jako doktor Gregory Hinson
- Bez litości (The Jack Bull, 1999) jako Conrad
- Zmęczenie materiału (Pushing Tin, 1999) jako Ed Clabes
- Brylanty (Diamonds, 1999) jako Moses Agensky
- Anioł w grze (Angels in the Infield, 2000) jako Simon
- Straszny film (Scary Movie, 2000) jako szeryf
- Porn 'n Chicken (2002) jako Dean
- Nowy (The New Guy, 2002) jako pan Undine
- Replikate (2002) jako President Chumley
- Joshua (2002) jako ojciec Pat Hayes
- Auto Focus (2002) jako Klemperer/Klink
- Dwóch gniewnych ludzi (Anger Management, 2003) jako Frank Head
- Ray (2004) jako Sam Clark
- Good Cop, Bad Cop (2005) jako Kramer
- The Civilization of Maxwell Bright (2005) jako Berdette
- W pogoni za szczęściem (The Pursuit of Happyness, 2006) jako Walter Ribbon
- Fist in the Eye (2006) jako Kramer
- Superhero (Superhero Movie, 2008) jako urzędnik w banku od pożyczek
- Blondynka w koszarach (Major Movie Star, 2008) jako kuzyn Barry
- O północy w Paryżu (Midnight in Paris) 2011 jako John, ojciec Inez

### Seriale
- Newhart (1982–1990) jako Bill Dryden (gościnnie)
- Nieustraszony (Knight Rider, 1982–1986) jako kamerzysta (gościnnie)
- Cagney i Lacey (Cagney & Lacey, 1982–1988) jako Lorca (gościnnie)
- Sledge Hammer! (1986–1988) jako agent Bunion (gościnnie)
- Prawnicy z Miasta Aniołów (L.A. Law, 1986–1994) jako Clifford Gild (gościnnie)
- Gliniarz i prokurator (Jake and the Fatman, 1987–1992) jako (1987) (gościnnie)
- Hooperman (1987–1989) jako Eliot (gościnnie)
- Zagubiony w czasie (Quantum Leap, 1989–1993) jako Burt Rosencranz (gościnnie)
- Capital News (1990) jako Miles Plato
- Civil Wars (gościnnie, 1991–1993)
- Diagnoza morderstwo (Diagnosis Murder, 1993–2001) jako Walter Litvak (1994)/Dr Albert Blank (1996) (gościnnie)
- Ellen (1994–1998) jako dr Collins (gościnnie)
- Zaginiony (Vanishing Son, 1995) jako Isaac (gościnnie)
- Live Shot (1995–1996) jako Mitch Merman (gościnnie)
- The Faculty (1996) jako Everette Sloan
- A teraz Susan (Suddenly Susan, 1996–2000) jako Bill Keane (gościnnie)
- Dharma i Greg (Dharma & Greg, 1997–2002) jako David (gościnnie)
- Ally McBeal (1997–2002) jako Paget (2002) (gościnnie)
- Kancelaria adwokacka (The Practice, 1997–2004) jako pan Lawrence (gościnnie)
- Brooklyn South (1997–1998) jako Prawnik (gościnnie)
- Strażnik czasu (Timecop, 1997) jako dr Dale Easter
- Czarodziejki (Charmed, 1998–2006) jako John Norman (gościnnie)
- Powrót do Providence (Providence, 1999–2002) jako Michael (gościnnie)
- Sprawy rodzinne 2 (Family Law, 1999–2002) jako pan Cutler (gościnnie)
- Potyczki Amy (Judging Amy, 1999–2005) jako Leonard Zook (gościnnie)
- Prezydencki poker (The West Wing, 1999–2006) jako Doradca cywilny (gościnnie)
- CSI: Kryminalne zagadki Las Vegas (CSI: Crime Scene Investigation, 2000) jako szeryf Ned Bastille (2007) (gościnnie)
- Tak, kochanie (Yes, Dear, 2000–2006) jako doktor (gościnnie)
- Boston Public (2000–2004) jako Ken Thomas (gościnnie)
- Zwariowany świat Malcolma (Malcolm in the Middle, 2000–2006) jako pan Young (gościnnie)
- Ach, ten Bush! (That's My Bush!, 2001) jako Karl Rove
- Obrońca (The Guardian, 2001–2004) jako Frank DeScala (gościnnie)
- Agentka o stu twarzach (Alias, 2001–2006) jako dyrektor Robert Lindsey, NSC (gościnnie)
- The Tick (2001–2002) jako Destroyo (gościnnie)
- Detektyw Monk (Monk, 2002) jako Dennis Gammill (gościnnie)
- Carnivale (2003–2005) jako Bud Everhard (gościnnie)
- Tajniacy (The Handler, 2003–2004) jako Edward Burke (gościnnie)
- Las Vegas (2003–2008) jako Siegel (gościnnie)
- Oliver i przyjaciele (Oliver Beene, 2003–2004) jako Mitch (gościnnie)
- 4400 (The 4400, 2004–2007) jako Keane Driscoll (gościnnie)
- Gotowe na wszystko (Desperate Housewives, 2004) jako Detektyw Barton (gościnnie)
- Dr House (House, M.D., 2004) jako Mark Adams (gościnnie)
- Chirurdzy (Grey’s Anatomy, 2005) jako Jerry (gościnnie)
- Big Day (2006–2007) jako Steve
- Hollywood Residential (2008) jako Chet
- Nie z tego świata (2005) jako anioł Zachariasz
- Better with you (2010) jako Joel Putney